# 巴基斯坦LGBT权益
巴基斯坦的女同性恋、男同性恋、双性恋、跨性別權益被視為禁忌。 即使在大城市中，男女同性戀者也必須對自己的性取向保持高度謹慎。即使是在大城市，同性恋者也必须非常谨慎地隐瞒自己的性取向。巴基斯坦法律規定了對同性性行為的刑事處罰。《巴基斯坦刑法典》最初是由英國統治時期制定的，它以保护公共道德和秩序为幌子，对鸡奸行为处以可能的监禁，影響了巴基斯坦LGBT人群的人權。儘管是非法的，同性戀行為在該國並不總是受到起訴。
对LGBT社区的歧视和反对以及相关的社会污名主要来自宗教信仰，这使LGBT人民难以建立稳定的关系。尽管如此，LGBT社区仍然可以进行社交、组织、约会，甚至可以作为伴侶生活在一起，即使大部分都是秘密進行的。由于日益自由化和全球化的趋势和社会的容忍度的增加，巴基斯坦的私人同性恋派對已经蓬勃发展了许多年。有越来越多接受发达国家教育的年轻人会向自己的朋友出柜介绍自己的同性伴侣。
2018年，议会通过了《跨性别者权利保护法》，为跨性別者确立了广泛的保护措施。早些时候，在2009年的一项历史性裁决中，巴基斯坦最高法院作出有利于跨性別公民权利的裁定。巴基斯坦没有禁止基于性取向的歧视或骚扰的民权法。在现行法律下，同性婚姻和民事结合都是不允许的，而且很少在政治讨论中提及。

## 同性性行為合法性
巴基斯坦將同性性行為定為犯罪的法律可追溯到在英國殖民統治下1860年的英屬印度。由第一代麥考利男爵托馬斯·巴賓頓·麥考利撰寫的《印度1860刑法典》（當時的名稱）根據盎格魯 - 撒克遜的「非自然罪行法」，認定同性性行為是非法的。1947年巴基斯坦獲得獨立後，議會決定繼續使用同樣的刑法，只是換了一個新名稱《巴基斯坦刑法典》（1860年第XLV號法案）。「非自然罪行」第377條規定：「任何人如果自願與男人，女人或動物發生違反自然秩序的性行為，應受到監禁，刑期不得少於兩年不超過十年，並應處以罰款」。

## 憲法權利
巴基斯坦宪法未明确提及性取向或性别认同。巴基斯坦宪法确实包含了一些可能影响LGBT公民权利的条款。
- 第二部分37，政府承诺在其穆斯林公民中推广伊斯兰价值观，保护婚姻和家庭并反对淫秽。
- 第九部分227，伊斯兰教是官方的国教，所有法律、规则、条例和其他此类立法都必须与政府指定的伊斯兰理事会所界定的伊斯兰教相一致。

## 性別認同與表達
在大多数南亚国家，有一个第三性别的概念，即社会成员被認為既不是男人也不是女人。巴基斯坦也不例外，有着充满活力的海吉拉文化。在英语出版物中，他們指的是变性人、雙性人或太监。像许多国家的跨性別一样，他们有时会成为嘲笑、虐待和暴力的对象。也就是说，由于他们在殖民前社会中的地位，他们享有一定程度的社會接受度。

### 《跨性别者权利保护法》
根据2018年《跨性别者权利保护法》，巴基斯坦人可以选择自我認同为男性、女性，或者两者兼而有之。他们可以根据自己的喜好表达性别，并在文件中反映出选择的性别身份，包括身份证、护照、驾驶执照和教育证书。该法案确保了跨性别者的「基本权利，包括继承、受教育、就业、投票、担任公职、卫生、集会以及使用公共场所和财产的权利。它确认他们享有国家宪法赋予公民的所有权利。」
该法案将「跨性別」定义为「男女生殖器特征混合或先天性模棱两可」的人，或「接受生殖器切除或阉割」的男性，或者，更广泛地说，「根据出生时的指定性别，其性别认同或性别表現方式与社会规范和文化期望不同的任何人」。这让人们能够合法自我認同性別，並且有权继承财产和竞选公职。
新法律禁止在就业和公共场所中基于性别认同的歧视。政府被赋予广泛的义务，提供医疗和心理援助、小企业贷款和职业培训、对警察和帮助专业人员的敏感性培训、单独的监狱设施和安全庇护所。
该法案于2018年3月初在巴基斯坦参议院一致通过。2018年5月8日，国民议会投票通过该法案。2018年5月18日，代理总统穆罕默德·薩迪克·桑吉拉尼表示同意后，这一法律被签署通過。
2018年8月，该国第二大省旁遮普省学校教育部指示其官员根据《 跨性别者权利保护法》保障跨性别儿童平等入学。教育部要求其官员在入学时尊重其性别，并在招生过程中给予跨性别儿童同等的重视。该部门指示其官员，这些指示对该省的政府和私立学校具有约束力。旁遮普省成为第一个采取实际步骤执行该法的省份。

## 匯總表
| 同性性行为合法                                       | （处罚：罚款或处2年以上10年以下监禁；因地区而异，很少执行） |
| 同意年龄平等                                         | 否                                                          |
| 同性恋和双性恋的反就业歧视法律                       | 否                                                          |
| 跨性别的反就业歧视法律                               | （称为Khuwaja Sira，以前名为海吉拉或第三性）                |
| 同性恋和双性恋的提供商品和服务的反歧视法律           | 否                                                          |
| 跨性别的提供商品和服务的反歧视法律                   | （称为Khuwaja Sira，以前名为海吉拉或第三性）                |
| 在所有其他领域的反歧视法律（包括间接歧视，仇恨言论） | 否                                                          |
| 同性伴侣关系                                         | 否                                                          |
| 同性伴侣收养                                         | 否                                                          |
| 同性恋军人允许公开服役                               | 否                                                          |
| 有权改变法律性别                                     | （自2010年）                                                |
| 公開異性打扮的法律權利                               | （称为Khuwaja Sira，以前名为海吉拉或第三性）                |
| 女同性恋试管婴儿                                     | 否                                                          |
| 男同性恋情侣商业代孕                                 | 否                                                          |
| 男男性接触人群（MSM）允许献血                        | 否                                                          |